# 沙托蓋 (紐約州村)
沙托蓋（英語：Chateaugay）是位於美國紐約州富蘭克林縣的村。

## 人口
根據2020年美國人口普查的數據，沙托蓋的面積為2.81平方千米，皆為陸地。當地共有人口735人，而人口密度為每平方千米262人。